# Bu Kadra
Koordinaten: 25° 11′ N, 55° 19′ O
Bu Kadra ist eine von 132 Communities in Dubai in den Vereinigten Arabischen Emiraten (VAE).
Sie liegt zwischen Ras AL Khor und dem Ras AL Khor Industrial Area 1 und ist ca. 4 km² groß.
Die Community beherbergte bis zum Jahr 2008 den Dubai Country Club, den Exiles Rugby Club und den Dubai Polo Club.
Diese z. T. veralteten Vereinsgebäude und Sportanlagen wurden zu Gunsten des Bauprojektes Meydan City abgerissen.

## Meydan City
Am 30. März 2007 stellte Muhammad bin Raschid Al Maktum bei einer Videopräsentation im Madinat Jumeirah das Bauprojekt Meydan offiziell vor. Das Projekt beinhaltet auch die Sanierung und verdichteten Ausbau von Bu Kadra. Geplant ist der Bau von Hochhäusern, Wolkenkratzern sowie ein Yachthafen mit 80 Anlegemöglichkeiten und einem Kanal.